# Zaburzenia schizoafektywne
Zaburzenie schizoafektywne (ang. schizoaffective disorder) – zaburzenie o charakterze epizodycznym, łączące objawy typowe dla zaburzeń nastroju (dwubiegunowego lub depresyjnego) oraz schizofrenii. Objawy w ramach jednego epizodu zaburzenia mogą występować jednocześnie lub oddzielone czasowo od siebie. Mogą być obecne zaburzenia psychomotoryczne, w tym katatonia.
Leczenie obejmuje stosowanie leków przeciwpsychotycznych (czasem w połączeniu z lekami stabilizującymi nastrój bądź antydepresantami) oraz (najlepiej skoordynowanych) interwencji psychospołecznych i środowiskowych (psychoterapia i psychoedukacja pacjentów oraz ich rodzin, wsparcie zawodowe i edukacyjne, środowiskowa opieka zdrowotna).
Pojęcie psychozy schizoafektywnej (ang. schizoaffective psychosis) zaproponował w 1933 roku Jacob S. Kasanin.

## Epidemiologia i etiologia
Częstość występowania zaburzeń schizoafektywnych w ciągu całego życia szacuje się na 0,3% i jest większa u kobiet niż u mężczyzn. Zaburzenie rozwija się najczęściej w okresie wczesnej dorosłości (30% przypadków pomiędzy 25 a 35 rokiem życia), chociaż początek może mieć miejsce w każdym wieku, od okresu dojrzewania do starości. Znaczna liczba osób, u których początkowo zdiagnozowano inne zaburzenie psychotyczne, otrzyma diagnozę zaburzenia schizoafektywnego później, gdy wzorzec epizodów zaburzonego nastroju stanie się bardziej widoczny. Szacuje się, że 10-30% pacjentów ze stwierdzoną psychozą, to osoby z zaburzeniem schizoafektywnym. Ryzyko wystąpienia zaburzenia jest zwiększone u osób, które mają krewnego pierwszego stopnia ze schizofrenią, zaburzeniem dwubiegunowym lub schizoafektywnym.

## Rozpoznanie
Zaburzenie schizoafektywne należy do grupy najczęściej błędnie diagnozowanych zaburzeń psychicznych w praktyce klinicznej. Ze względu na obawy co do wiarygodności i użyteczności kryteriów diagnostycznych zaburzeń schizoafektywnych, niektórzy badacze zaproponowali poprawki, podczas gdy inni zasugerowali całkowite usunięcie diagnozy z podręczników diagnostycznych.
Pierwszym krokiem procesu diagnostycznego jest zebranie pełnego wywiadu medycznego z uwzględnieniem kryteriów diagnostycznych zaburzenia schizoafektywnego.

### DSM-5
W DSM-5 zaburzenie schizoafektywne (kod 295.70) umieszczone zostało w grupie spektrum schizofrenii i innych zaburzenia psychotycznych. Kryteria diagnostyczne, to:
A – nieprzerwany epizod zaburzenia, podczas którego występuje epizod dużej depresji lub manii oraz objawy spełniające kryterium A dla diagnozy schizofrenii.
B – urojenia lub omamy utrzymujące się przez dwa tygodnie lub dłużej przy braku epizodu dużej depresji lub manii w ciągu trwania całego epizodu zaburzenia.
C – objawy, które spełniają kryteria epizodu dużej depresji lub manii, występują przez większość całkowitego czasu trwania aktywnych i rezydualnych faz zaburzenia.
D – występowanie objawów nie można przypisać działaniu substancji psychoaktywnych (np. narkotykom, lekom) ani innej chorobie.
DSM-5 wyróżnia dwa typy zaburzenia schizoafektywnego:
- typ dwubiegunowy – jeśli częścią obrazu klinicznego jest epizod maniakalny (mogą również wystąpić epizody dużej depresji).
- typ depresyjny – jeśli występują tylko epizody dużej depresji (bez manii)[2][3].

### ICD-11
W ICD-11 zaburzenie schizoafektywne (kod 6A21) znajduje się w podrozdziale „Schizofrenia lub inne pierwotne zaburzenia psychotyczne” i opisywane jest jako:

(...) zaburzenie epizodyczne, w którym kryteria diagnostyczne schizofrenii i epizodu maniakalnego, mieszanego lub umiarkowanego lub ciężkiego są spełnione w ramach tego samego epizodu zaburzenia, jednocześnie lub w ciągu kilku dni po sobie. Wyraźnym objawom schizofrenii (np. urojenia, halucynacje, dezorganizacja myśli) towarzyszą typowe objawy epizodu depresyjnego o nasileniu umiarkowanym lub ciężkim (np. obniżony nastrój, utrata zainteresowania, obniżona energia), epizod maniakalny (np. skrajny stan nastroju charakteryzujący się euforią, drażliwością lub ekspansywnością; zwiększoną aktywnością lub subiektywnym doświadczeniem zwiększonej energii) lub epizod mieszany. Mogą występować zaburzenia psychomotoryczne, w tym katatonia. Objawy muszą trwać co najmniej miesiąc. Objawy nie są przejawem innego stanu chorobowego (np. guza mózgu) i nie są wynikiem działania substancji lub leku na ośrodkowy układ nerwowy (np. kortykosteroidy), w tym odstawienia (np. odstawienie alkoholu).

W ICD-11 nie wyróżnia się typów zaburzenia schizoafektywnego, ale możliwe jest przypisanie aktualnie dominujących objawów (pozytywnych, negatywnych, depresyjnych, maniakalnych, psychoruchowych lub poznawczych; kody 6A25.0–6A25.5). Obecnie nie przygotowano oficjalnych opisów klinicznych i wskazówek diagnostycznych dla ICD-11, więc stawianie diagnozy na podstawie tej klasyfikacji zaburzeń nie jest jeszcze możliwe.

## Leczenie
W wyniku braku dobrych jakościowo badań poświęconych zaburzeniu schizoafektywnemu, nie ma konsensusu, co do wytycznych dotyczących leczenia. Rekomenduje się stosowanie psychoterapii oraz farmakoterapii, w której leki przeciwpsychotyczne będą odgrywały główną rolę. Jednocześnie zaleca się zindywidualizowane podejście do pacjenta, co może objawiać się np. doborem dodatkowych leków dostosowanych do jego potrzeb (np. stabilizatorów nastroju przy objawach manii lub antydepresantów – przy depresji). Pacjenci, którzy stwarzają zagrożenie dla siebie lub innych mogą być hospitalizowani.

### Farmakoterapia

#### Neuroleptyki
Stosowane są w przypadku występowania objawów psychotycznych i agresji. Zaleca się używanie zarówno leków pierwszej jak i drugiej generacji, które dobierane powinny być indywidualnie, z uwzględnieniem profilu efektów ubocznych:
- metabolicznych (w tym przyrost masy ciała, cukrzyca i hiperlipidemia)
- pozapiramidowych (w tym parkinsonizm, akatyzja, dyskineza i dystonia)
- sercowo-naczyniowych (w tym wydłużenie odstępu QT)
- hormonalnych (w tym zwiększenie stężenia prolaktyny w osoczu)
- innych (w tym nieprzyjemne subiektywne doświadczenia)[6][8].

Lekiem, zatwierdzonym przez amerykańską Agencję Żywności i Leków (FDA) w terapii zaburzenia schizoafektywnego, jest paliperydon. Stosowane są także rysperydon, olanzapina, kwetiapina, zyprasydon, arypiprazol, haloperydol i inne. Nie ma jednak wystarczających dowodów, by móc rekomendować któryś z neuroleptyków jako najlepszy. Proponuje się stosowanie klozapiny w wypadku psychoz opornych na leczenie (nieadekwatna odpowiedź terapeutyczna na przynajmniej dwa inne leki przeciwpsychotyczne) oraz w celu redukcji ryzyka samobójstwa i zachowań agresywnych, gdy inne metody zawiodły. Nie zaleca się jednoczesnego podawania więcej niż jednego neuroleptyku, chyba że przez krótki czas podczas zmiany leków. Istnieją pewne dowody przemawiające na korzyść politerapii, ale są one słabe lub niejednoznaczne.

#### Stabilizatory nastroju
Leki normotymiczne mogą być stosowane u pacjentów z objawami manii (trudności w koncentracji, zawyżona samoocena, pobudzenie psychoruchowe, znacznie zmniejszona potrzeba snu, przymus mówienia). W tej grupie leków wymieniane są sole litu, kwas walproinowy, karbamazepina, okskarbazepina i lamotrygina.

#### Antydepresanty
Służą do zwalczania objawów depresji w zaburzeniach schizoafektywnych. Preferowane są selektywne inhibitory wychwytu zwrotnego serotoniny (SSRI) ze względu na mniejsze ryzyko działań niepożądanych i tolerancję w porównaniu z trójpierścieniowymi lekami przeciwdepresyjnymi i selektywnymi inhibitorami wychwytu zwrotnego noradrenaliny. SSRI obejmują fluoksetynę, sertralinę, citalopram, escitalopram, paroksetynę i fluwoksaminę. Konieczne jest wykluczenie choroby afektywnej dwubiegunowej przed rozpoczęciem leczenia przeciwdepresyjnego, ze względu na ryzyko zaostrzenia epizodu maniakalnego.

### Terapia elektrowstrząsowa
Istnieją dowody na skuteczność terapii elektrowstrząsowej w połączeniu z klozapiną i innymi lekami przeciwpsychotycznymi. Proponuje się stosowanie metody w przypadkach opornych na leczenie, z objawami katatonii lub dużą agresją czy ryzykiem samobójstwa.

### Przezczaszkowa stymulacja magnetyczna
Istnieją badania weryfikujące efektywność przezczaszkowej stymulacji magnetycznej w przypadku halucynacji i objawów negatywnych, ale jakość dowodów jest niewystarczająca.

### Interwencje psychospołeczne i środowiskowe
Zaleca się stosowanie skoordynowanych interwencji psychospołecznych obejmujących psychoterapię, psychoedukację, treningi rozwiązywania problemów, wsparcie zawodowe i edukacyjne oraz asertywne leczenie środowiskowe (ang. assertive community treatment; forma środowiskowej opieki zdrowotnej).

#### Psychoterapia
Zaleca się stosowanie terapii poznawczo-behawioralnej psychoz (ang. cognitive-behavioral therapy for psychosis, CBTp) u wszystkich pacjentów z objawami psychotycznymi.
1. Główne cele CBTp to, by pacjenci:
  - Zrozumieli jakie są powiązania pomiędzy ich myślami, emocjami lub zachowaniem a obecnymi lub przeszłymi objawami  i / lub funkcjonowaniem.
  - Dokonali ponownej oceny percepcji i przekonań związanych z objawami zaburzenia.
2. Dodatkowe cele to:
  - Nauka monitorowania własnych myśli, uczuć lub zachowań w odniesieniu do objawów zaburzenia lub ich nawrotu.
  - Promowanie alternatywnych sposobów radzenia sobie z objawami zaburzenia.
  - Redukcja dystresu.
  - Polepszenie funkcjonowania[6].

Terapia może być przeprowadzana indywidualnie lub grupowo, również za pomocą Internetu. Odbiorcami CBTp mogą być także członkowie rodziny lub inne osoby wspierające pacjenta.
Pacjentom psychotycznym zaleca się czasem korzystanie z artetarapi, choć brakuje dowodów na jej skuteczność.

#### Psychoedukacja
Psychoedukację wymienia się jako ważny składnik dobrej praktyki klinicznej. Informacje, które są powszechnie przekazywane w programach psychoedukacyjnych, obejmują kluczowe informacje o diagnozie, objawach, interwencjach psychospołecznych, lekach i skutkach ubocznych, a także informacje o radzeniu sobie z zaburzeniem i ze stresem, planach kryzysowych, wczesnych sygnałach ostrzegawczych oraz zapobieganiu samobójstwom i nawrotom. Interwencje dostarczane są indywidualnie lub grupowo, często z udziałem członków rodziny lub innych ważnych osób dla pacjenta.

## Zaburzenia współwystępujące i komplikacje
Osoby z zaburzeniem schizoafektywnym mogą być narażone na zwiększone ryzyko późniejszego rozwoju epizodów depresji lub zaburzenia dwubiegunowego, jeśli objawy zmian nastroju utrzymują się po ustąpieniu objawów psychotycznych. Innymi, często współwystępującymi zaburzeniami są zaburzenia lękowe oraz związane z używaniem substancji psychoaktywnych.
Zaburzeniu towarzyszyć mogą często upośledzone funkcjonowanie zawodowe i społeczne pacjentów oraz problemy z dbaniem o siebie (choć objawy te mogą być mniej nasilone niż te obserwowane w schizofrenii). Powszechny jest też słaby wgląd (ale zazwyczaj lepszy niż w wypadku schizofrenii). Zwiększone jest również ryzyko popełnienia samobójstwa wśród osób ze schizofrenią lub zaburzeniem schizoafektywnym (5% w ciągu życia).

## Klasyfikacja ICD10
| kod ICD10     | nazwa choroby                              |
| ------------- | ------------------------------------------ |
| ICD-10: F25   | Zaburzenia schizoafektywne                 |
| ICD-10: F25.0 | Zaburzenie schizoafektywne, typ maniakalny |
| ICD-10: F25.1 | Zaburzenie schizoafektywne, typ depresyjny |
| ICD-10: F25.2 | Zaburzenie schizoafektywne, typ mieszany   |
| ICD-10: F25.8 | Inne zaburzenia schizoafektywne            |
| ICD-10: F25.9 | Zaburzenia schizoafektywne, nieokreślone   |